# Castiglion Fibocchi
Castiglion Fibocchi är en ort och kommun i provinsen Arezzo i regionen Toscana i Italien. Kommunen hade 2 124 invånare (2018).